# Corruption
Pour les articles homonymes, voir Corruption (homonymie).

Indice de perception de la corruption dans le monde, en 2022 selon Transparency International.

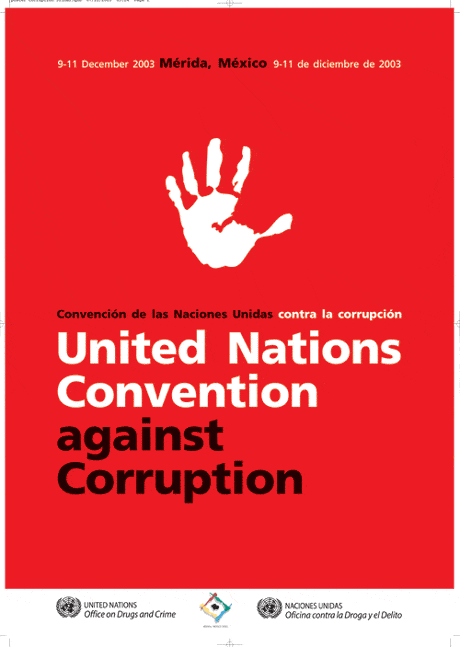
Convention des Nations unies contre la corruption.

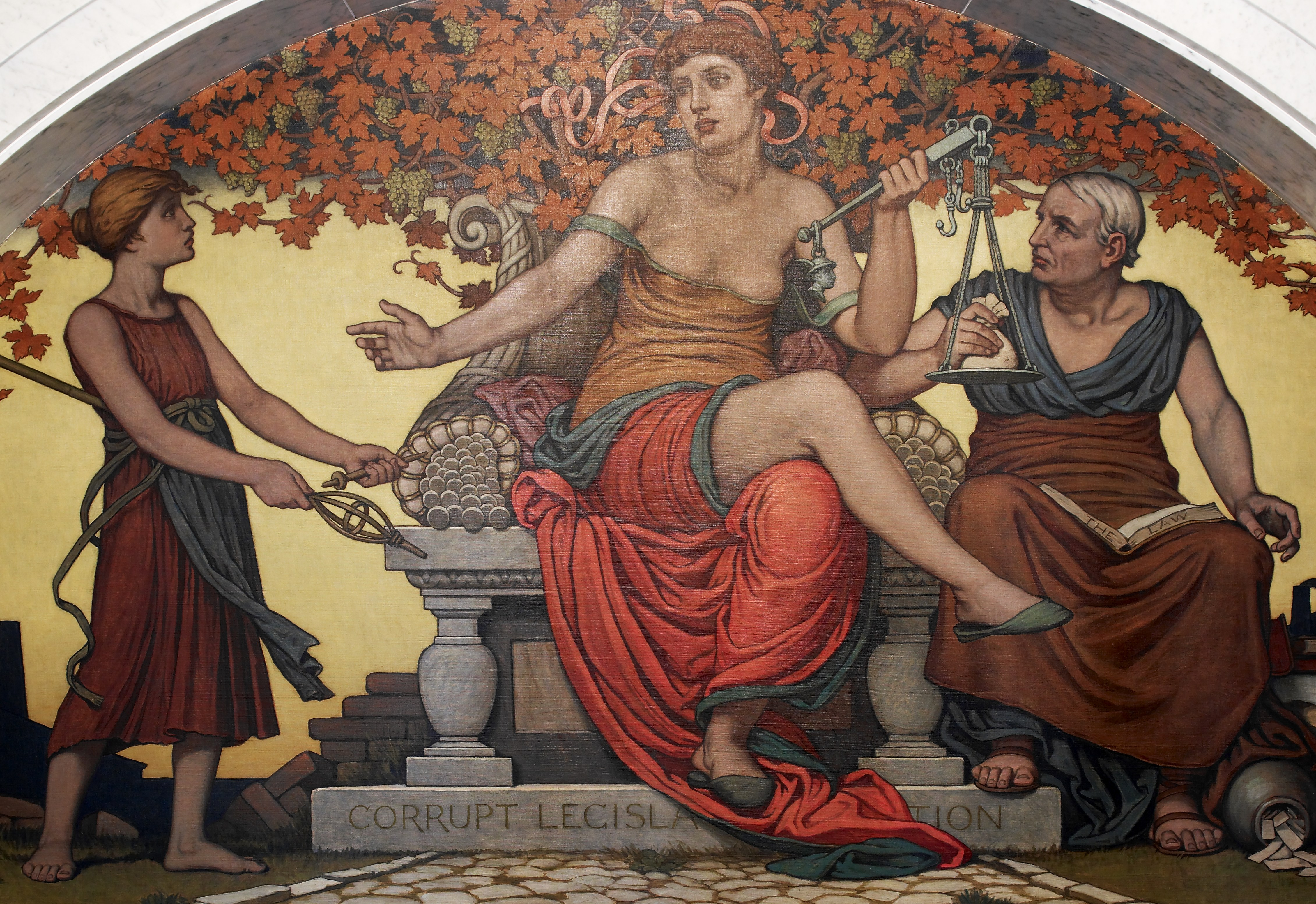
Corrupt legislation, peinture murale à la bibliothèque du Congrès des États-Unis, par Elihu Vedder.

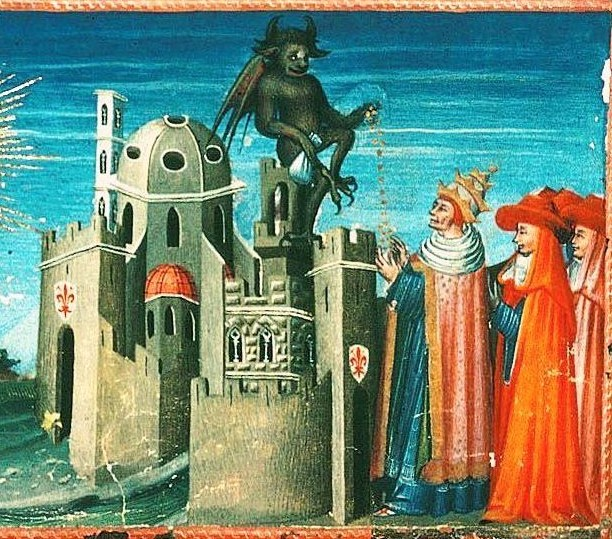
Détail d'une illustration de Giovanni di Paolo du Chant IX du Paradis de la Divine Comédie, dans lequel Folchet de Marseille dénonce la corruption des hommes d'Église, représentés en train de recevoir des richesses du diable (British Library).

La corruption est la perversion ou une infraction pénale commise par une personne ou une organisation à laquelle on confie une position d'autorité,, afin d'acquérir des avantages illicites ou d'abuser de son pouvoir à des fins personnelles. La corruption peut impliquer de nombreuses activités, notamment le trafic d'influence et le détournement de fonds, et peut également impliquer des pratiques légales dans de nombreux pays. La corruption politique se produit lorsqu'un titulaire de charge publique ou un autre employé du gouvernement agit à titre officiel pour en tirer un profit personnel. Elle conduit en général à l'enrichissement personnel du corrompu ou à l'enrichissement de l'organisation corruptrice (groupe mafieux, entreprise, club, etc.). Il s'agit d'une pratique qui peut être tenue pour illicite selon le domaine considéré (commerce, affaires, politique…) mais dont le propre est justement d'agir de manière à la rendre impossible à déceler ou à dénoncer.
Elle peut concerner toute personne bénéficiant d'un pouvoir de décision, que ce soit une personnalité politique, un fonctionnaire, un cadre d'une entreprise privée, un médecin, un arbitre ou un sportif, un syndicaliste ou l'organisation à laquelle ils appartiennent. Le trafic d'influence est une forme de corruption.

## Origine du pot-de-vin
À l’origine, le « pot » était le récipient de terre cuite ou d’étain dans lequel l’on servait le vin ou la bière. Dans la culture occidentale, on offre à une personne un « pot à boire » par sympathie ou en échange d’un petit service rendu :
- l’expression « donner un pot-de-vin » apparaît au début du XVIe siècle avec une connotation très innocente qui signifiait simplement « donner un pourboire ». Ce pot pouvait être soit le liquide lui-même (le vin ou la bière), soit quelques pièces de monnaie ne représentant qu’une valeur symbolique ;
- au fil des siècles, cette coutume a pris une connotation plus péjorative et est devenu synonyme d’illégalité et de corruption. La valeur de ce « pot » a pris une valeur beaucoup plus importante, qu’elle soit monétaire ou matérielle, désignée par le terme « corruption ».

## Définitions

### Problèmes de définition
Il est difficile de proposer une définition de la corruption qui convienne à tous les pays et toutes époques ; les définitions avancées servent souvent à établir des rapports de domination entre pays du nord et pays « sous-développés » (considérés comme plus corrompus) ; elles ont pu être jugées paternalistes et eurocentrées. Ainsi, l'anthropologue Olivier de Sardan fait remarquer que des pratiques africaines comme le don ou les actes de solidarité sont regardées ailleurs comme des formes de corruption. Pour sa part, Bo Rothstein (en) adopte une position plus universaliste ; il considère que toutes les sociétés s'accordent à valoriser l'impartialité dans la sphère politique, il admet que toutes les sociétés n'interprètent pas de la même manière la distinction entre la sphère politique et la sphère privée, mais pense qu'elles aspirent généralement à les séparer pour éviter les préférences injustes et le népotisme.

### Transparency International
Selon Transparency International, « la corruption consiste en l’abus d'un pouvoir reçu en délégation à des fins privées ».
Cette définition permet d'isoler trois éléments constitutifs de la corruption :
- l’abus de pouvoir ;
- à des fins privées (donc ne profitant pas nécessairement à la personne abusant du pouvoir, mais incluant aussi bien les membres de sa proche famille ou ses amis) ;
- un pouvoir que l’on a reçu en délégation (qui peut donc émaner du secteur privé comme du secteur public).

Tranparency utilise également parfois cette définition : « abus de pouvoir à finalité d’enrichissement personnel ».

### Instances européennes
L'assemblée parlementaire du Conseil de l'Europe définit la corruption comme « l'utilisation et l'abus du pouvoir public à des fins privées ».
Pour la Commission des communautés européennes, « la corruption est liée à tout abus de pouvoir ou toute irrégularité commis ou commise dans un processus de décision en échange d'une incitation ou d'un avantage indu ».
La définition donnée par le groupe multidisciplinaire sur la corruption du Conseil de l’Europe est légèrement différente : « la corruption est une rétribution illicite ou tout autre comportement à l'égard des personnes investies de responsabilité dans le secteur public ou le secteur privé, qui contrevient aux devoirs qu'elles ont en vertu de leur statut d'agent d'État, d'employé du secteur privé, d'agent indépendant ou d'un autre rapport de cette nature et qui vise à procurer des avantages indus de quelque nature qu'ils soient, pour eux-mêmes ou pour un tiers ».
Le groupe multidisciplinaire sur la corruption (GMC) insiste sur la difficulté de cerner avec exactitude les bornes légales du phénomène mais rappelle que sa nature relève de l'abus de pouvoir ou de l'improbité dans la prise de décision.

### Banque mondiale
La Banque mondiale retient la définition suivante pour la corruption : « Utiliser sa position de responsable d’un service public à son bénéfice personnel ».

### Nations unies
L'Institut international de planification de l'éducation de l'UNESCO a étudié plus particulièrement la corruption dans l'éducation. À ce titre, il donne la définition suivante : « une utilisation systématique d'une charge publique pour un avantage privé, qui a un impact significatif sur la disponibilité et la qualité des biens et services éducatifs et, en conséquence, sur l'accès, la qualité ou l'équité de l'éducation ».

## Causes

### Causes générales
- Mauvaise gouvernance : cadre législatif flou, système judiciaire inadéquat, manque de transparence et de responsabilisation, manque de liberté de la presse.
- Absence de toute politique anti-corruption préventive et de prise de conscience de l'importance des questions comme l'éthique professionnelle, les conflits d'intérêts (pour éviter par exemple que les personnes entrent dans les conseils municipaux pour y défendre leurs propres intérêts fonciers, entrepreneuriaux ou autres ; manque de réflexe de se "désengager" de certaines décisions), le refus des cadeaux et autres avantages qui finissent par créer des relations troubles ou mal perçues par les tiers (y compris les cadeaux de fin d'année).
- Institutions faibles : fonctionnaires à forte autorité ayant peu de comptes à rendre, responsables officiels attirés par des rémunérations coupables et ayant des salaires faibles, facteurs culturels ayant trait au mode de contrôle dans l'administration ou à la croyance au « droit aux bénéfices » des responsables administratifs.
- Faibles salaires : l'administration publique de nombreux États prévoit des salaires relativement faibles pour certains de leurs agents ; typiquement les médecins, les policiers (corruption policière (en)), par exemple les douaniers sont les victimes faciles du système où la culture admet qu'il n'est pas besoin de les payer [de manière décente] étant donné qu'ils peuvent tirer un avantage occulte de leurs fonctions.
- Culture administrative et corporatiste peu propice générant des craintes et qui dissuade toute dénonciation (ou simple remise en cause d'un système affecté) par les éléments intègres ou simplement désireux d'appliquer les règles existantes ; esprit de revanche du groupe et des supérieurs imposant des sanctions déguisées au lieu de valoriser l'intégrité (d'où la nécessité de véritables mesures et politiques de protection de la vie professionnelle des « lanceurs d'alerte » et éventuellement de leurs proches). L'absence de dispositifs de codes de déontologie et de prévention des conflits d'intérêts fragilise également l'intégrité professionnelle[14].
- Aspects culturels : le développement de la corruption est quelquefois attribué partiellement à des perversions de valeurs culturelles, lorsque par exemple la notion de respect ou de soumission à l'autorité est détournée de ses objectifs[15]. Une étude menée en 2006 (sur un échantillon toutefois limité de 193 étudiants issus de 43 pays) semble montrer une corrélation entre la propension à offrir des pots-de-vin et le degré de corruption existant dans le pays d'origine[16].

### Corruption post-conflit
Les pays les plus affectés par la corruption sont souvent des pays qui sortent de périodes de guerres. Durant le conflit même, la corruption se développe considérablement. Pour signer des accords de paix, il a fallu faire des concessions, généralement, à d'anciens chefs de guerre corrompus, et leur garantir l'impunité. Ces dirigeants sans scrupules, une fois intégrés dans le nouveau jeu politique, font obstacle à l'établissement d'une justice impartiale qui menacerait leurs intérêts. Ils sapent ainsi les efforts en vue d'un redressement durable du pays. Les spécialistes des sociétés post-conflit soulignent la place centrale qu'il convient d'accorder à la lutte contre la corruption dans tout programme d'aide internationale, sous peine de compromettre la stabilité du pays difficilement conquise après la guerre.
Les interventions internationales post-conflit, longtemps considérées comme «une technique neutre », qui aide les sociétés post-conflit à devenir pacifiques, démocratiques, prospères, ont fait l'objet de nombreuses critiques. Plusieurs pays où le redressement après la guerre est grevé par la corruption avaient bénéficié de programmes d'aide internationale, dans lesquels la lutte contre la corruption avait été reléguée au second plan, en particulier le Mozambique, la Bosnie-Herzégovine, le Timor oriental, l'Afghanistan, le Kosovo, la Palestine et le Liban.
Les causes de ce relatif désintérêt porté à la lutte contre la corruption sont multiples. D'une part, les donateurs internationaux craignent, en dénonçant les gouvernements locaux, d'être empêchés d'intervenir, et de livrer à elles-mêmes, sans aide internationale, des populations fragilisées par la guerre. D'autre part, ils sont parfois impliqués eux-mêmes dans la corruption,. Enfin, les donateurs étrangers modulent leur aide à la reconstruction en fonction de leurs intérêts géostratégiques propres,. La plus grande part de l'aide accordée par les États-Unis a été destinée à des gouvernements corrompus ; ainsi par exemple il leur a été reproché de perpétuer par leur soutien la corruption de leurs alliés en Afghanistan, les «seigneurs de la guerre».

## Caractéristiques

### Formes
La Banque mondiale retient les formes suivantes de corruption :
- les « dessous de table » : ce sont des versements à des responsables officiels afin qu’ils agissent plus vite, de façon plus souple et plus favorable[20] ;
- la « fraude » : c'est la falsification de données, de factures, la collusion, etc. ;
- « l’extorsion » : c'est l’argent obtenu par la coercition ou la force ;
- le « favoritisme » (« népotisme », « collusion ») : c'est le fait de favoriser des proches ;
- le « détournement de fonds » : c'est le vol de ressources publiques par des fonctionnaires.

### Types de corruption
La Banque mondiale retient les types suivants de corruption[réf. nécessaire] :
- la grande corruption : c'est une corruption à haut niveau où les décideurs politiques créant et appliquant les lois utilisent leur position officielle pour promouvoir leur bien-être, leur statut ou leur pouvoir personnel ;
- la petite corruption : c'est la corruption bureaucratique dans l’administration publique.

La façon de définir la corruption varie selon les pays. Ainsi, dans le cas des États-Unis, les journalistes Benoît Bréville et Renaud Lambert soulignent qu'« une entreprise qui souhaite influer sur les choix d’un élu n’a pas besoin de recourir aux dessous-de-table. Depuis janvier 2010 et l’arrêt « Citizens United v. Federal Election Commission » rendu par la Cour suprême, il lui suffit de subventionner des associations liées à son poulain, le plus légalement du monde et sans plafonnement des montants. Dans bien des pays, une telle pratique est prohibée ; outre-Atlantique, on parle de… liberté d’expression. Selon un rapport de la Sunlight Foundation, entre 2007 et 2012, les deux cents entreprises américaines les plus actives politiquement ont, au niveau fédéral, dépensé 5,8 milliards de dollars en frais de ce type. Durant la même période, elles ont reçu l’équivalent de 4 400 milliards de dollars en cadeaux divers : subventions, exonérations, réduction d’impôts. Amender la loi plutôt que ces comportements : la méthode séduit. Les multinationales américaines souhaitant s’implanter dans des pays pauvres sont ainsi autorisées à effectuer des « paiements de facilitation » (facilitating payments) pour accélérer une procédure, obtenir une autorisation, faire passer un dossier sur le dessus de la pile. De leur côté, les justiciables suffisamment fortunés peuvent mettre un terme aux poursuites dont ils font l’objet en versant de l’argent à la partie adverse. Fluctuante, la frontière entre corruption et pratiques légales apparaît dès lors soumise aux aléas du droit. Et de la logique qui en sous-tend souvent l’élaboration : faire entrer les pratiques des dominants dans la légalité, tout en garantissant la plus grande sévérité pour les forfaits des classes populaires ».

### Coût
Selon une estimation de la Banque mondiale, en 2001-2002 1 000 milliards de dollars auraient été détournés en pots-de-vin. Ce montant représente environ 3 % des échanges de la planète pour cette même période.
Selon une étude commandée par le Parlement européen, le coût de la corruption pourrait atteindre 990 milliards d'euros dans l'Union européenne, dont 120 milliards pour la France.
L'organisation non gouvernementale internationale Transparency International a publié le 25 mars 2004 une liste des dix chefs d'État les plus corrompus Mohamed Suharto aurait par exemple détourné entre 15 et 35 milliards de dollars, Ferdinand Marcos entre cinq et dix et Mobutu Sese Seko environ cinq milliards lorsqu'il dirigeait le Zaïre. Le pays de la liste ayant le PNB le plus élevé était le Pérou avec 2 051 dollars par habitant en 2001. Au Canada, des personnalités politiques et des hauts fonctionnaires associés à l'administration du Parti libéral du gouvernement du Canada sont impliqués dans un scandale de plusieurs centaines de millions de fausses factures de programmes de commandites gouvernementales. L'argent était utilisé pour la réélection des candidats du Parti libéral[réf. nécessaire].
Un rapport du CCFD-Terre solidaire, « Biens mal acquis… profitent trop souvent. La fortune des dictateurs et les complaisances des pays occidentaux » estiment que plus de 120 milliards de dollars ont été détournés ces dix dernières années, notamment à cause de la corruption,. En France, le député François Loncle, ancien président de la Commission des Affaires Étrangères de l'Assemblée nationale et lié à Laurent Gbagbo, l'ex-président ivoirien, a ainsi minimisé ou couvert pendant plusieurs années les pratiques de corruption en Côte d'Ivoire.
Pour les entreprises qui la pratiquent, la corruption semble très rentable, sauf pour celles – minoritaires – qui se font prendre et condamner,. Elle est par ailleurs, par définition, très difficile à quantifier au niveau mondial.
Selon l'agence de notation Standard and Poor's, les investisseurs ont une probabilité allant de 50 à 100 % de perdre la totalité de leurs investissements dans un délai de cinq ans dans les pays connaissant divers degrés de corruption.
L’intérêt porté par les médias aux affaires de corruption a considérablement augmenté depuis quelques décennies. En France notamment, Le Figaro, Le Monde et Libération ont publié 2 630 articles traitant de corruption entre 1981 et 1990. Une décennie plus tard, le chiffre a quadruplé. Pour les chercheurs Catherine Fieschi et Paul Heywood, la mutation du débat politique fut la conséquence de l’effondrement du système communiste au début des années 1990 : « Les partis dont les batailles électorales s’organisaient hier autour d’enjeux idéologiques, mais qui avaient les mêmes pratiques en matière de corruption, ont dû changer de tactique. Les programmes de la gauche et de la droite ont commencé à se ressembler, tandis que l’urgence de faire la démonstration de sa compétence une fois au pouvoir devenait déterminante. (…) La concurrence politique a donc conduit à délaisser les débats de fond pour leur préférer les accusations de corruption, destinées à entacher le crédit de l’adversaire ».

## Lutte contre la corruption

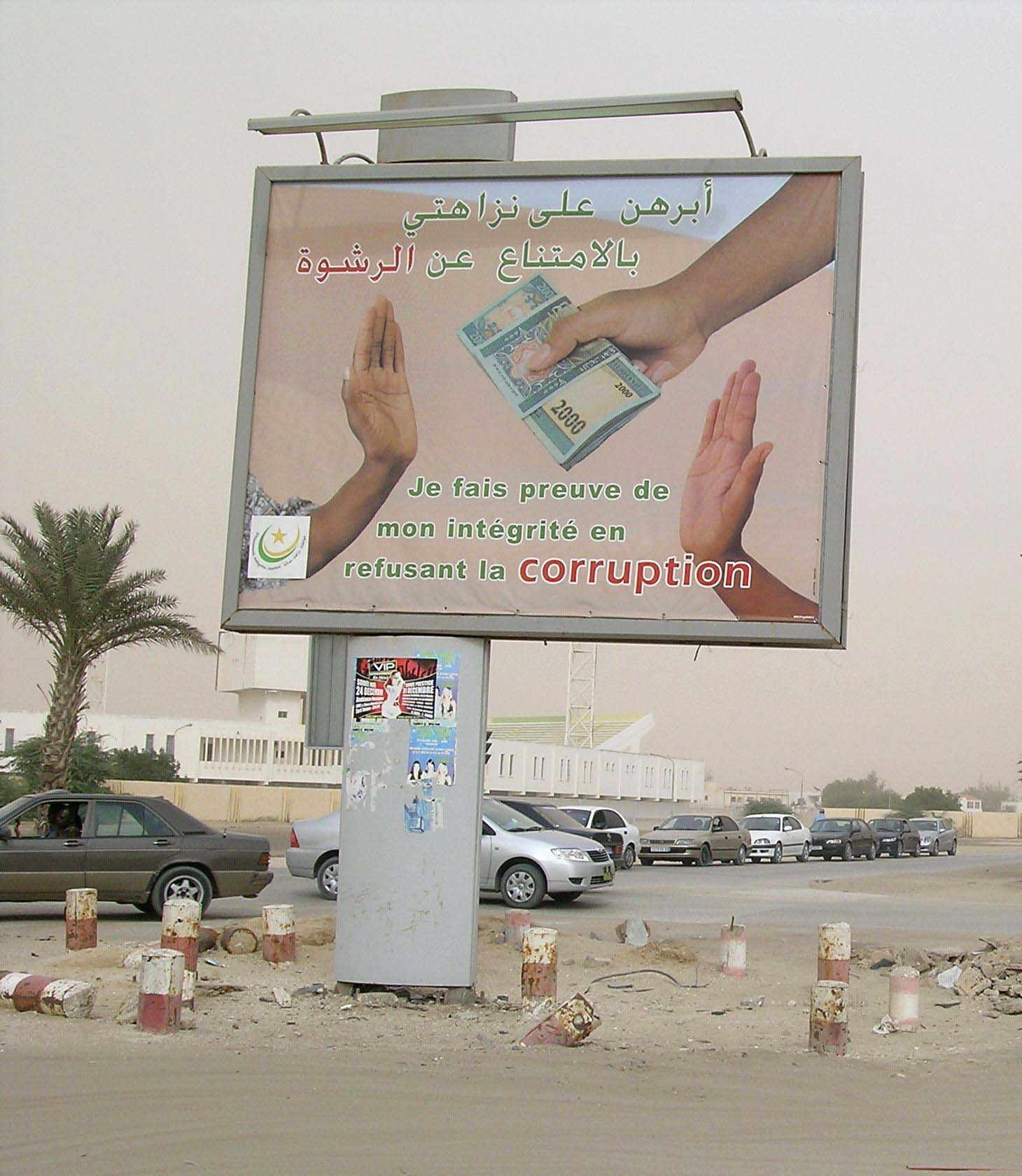
Campagne contre la corruption à Nouakchott (Mauritanie).

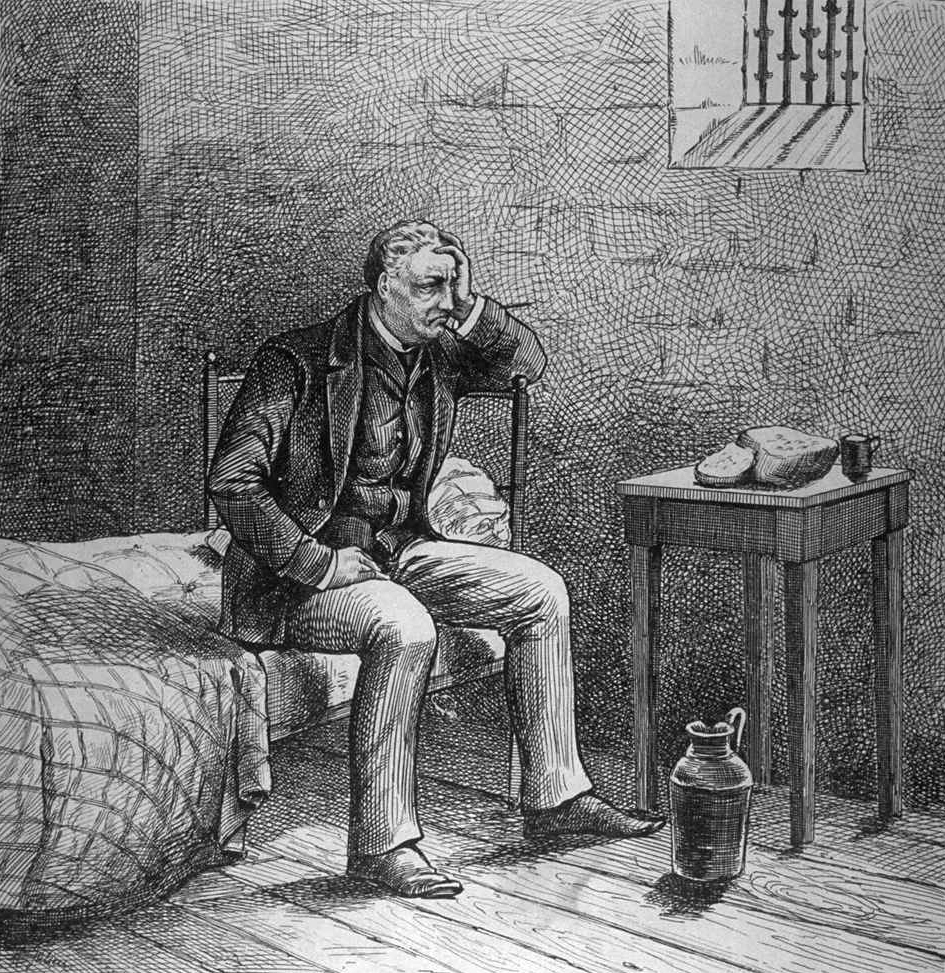
« Le remède futur à la corruption électorale » (1875) gravure par Henri Julien, publiée dans L'opinion publique, périodique canadien-français.

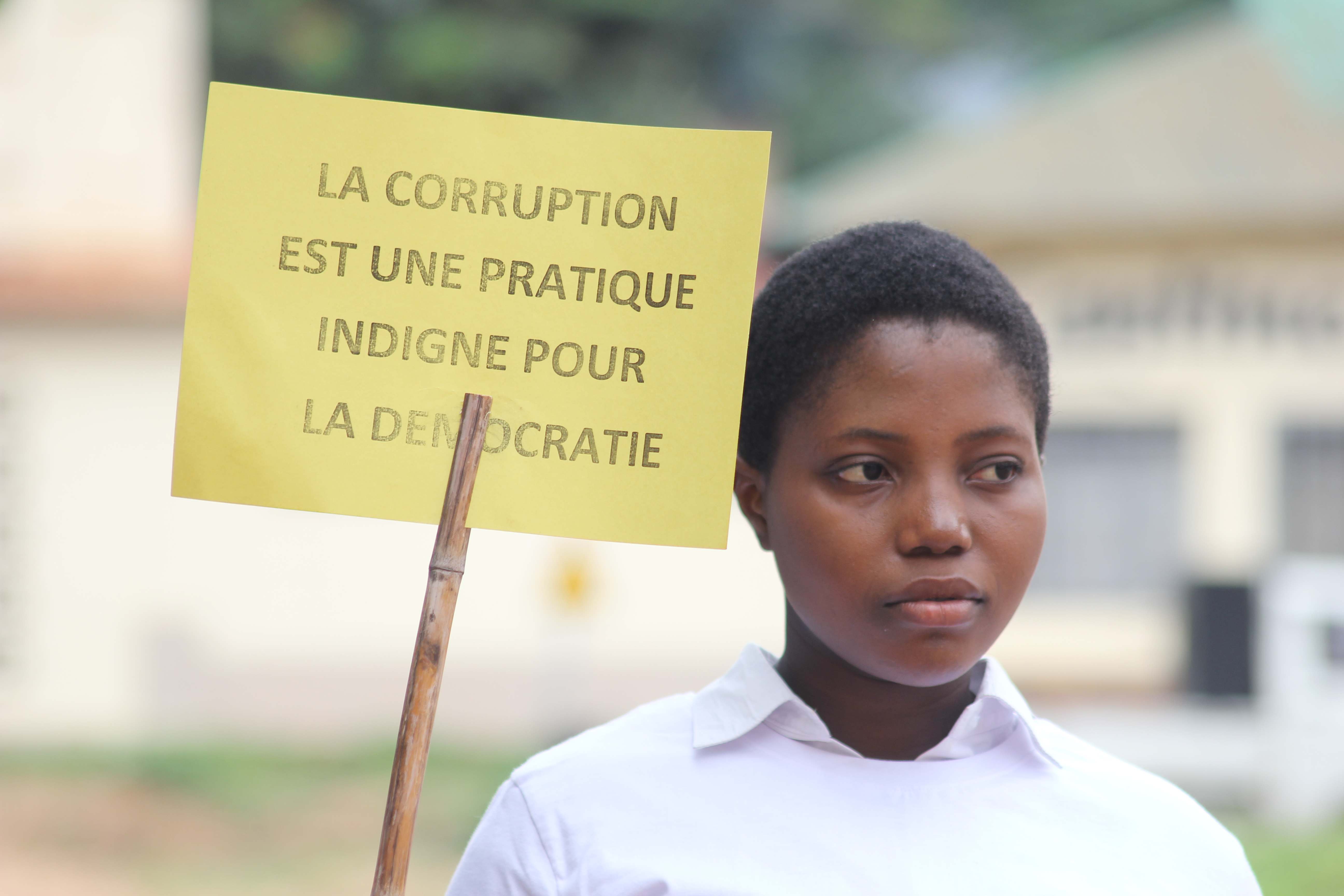
Lycéenne militant contre la corruption en RDC.

Transparency International propose comme « solution parmi d'autres » de « placer ces institutions » (Clearstream, Euroclear et autres chambres de compensation et de routing) « sous le contrôle d'une organisation internationale qui pourrait jouer le rôle du tiers de confiance ».
L'OCDE fait de la lutte contre la corruption l'un de ses principaux objectifs.
Dans les faits, selon le magistrat Eric Alt, « les actions judiciaires se heurtent souvent à l’hostilité des gouvernements. Ainsi, le Royaume-Uni a interdit l’enquête sur un réseau de corruption qui avait accompagné la vente, pour 56 milliards d’euros, d’armements à l’Arabie saoudite. L’Italie a supprimé l’an dernier le Haut-Commissariat de lutte contre la corruption. En France, les autorités politiques n’ont pas permis aux juges chargés de l’affaire des frégates de Taïwan d’accéder à des documents en se retranchant derrière le secret-défense. Dans le même sens, la loi de programmation militaire du 29 juillet 2009 prévoit de protéger les « locaux d’entreprises privées intervenant dans le domaine de la recherche ou de la défense ». Ce qui signifie concrètement que de grands groupes industriels pourraient bénéficier d’une protection globale contre les investigations judiciaires au motif qu’ils détiendraient des documents classifiés ».

### Au niveau du Conseil de l'Europe
Le Conseil de l'Europe, fondé en 1949 et basé à Strasbourg, s'est impliqué dans la lutte contre la corruption. Le développement des travaux a été jalonné par plusieurs événements marquants depuis 1981, lorsque le Comité des ministres du Conseil de l’Europe a recommandé de prendre des mesures contre le crime économique (y compris, entre autres, la corruption) (Recommandation no R (81) 12). En 1994, les ministres de la justice des États membres du Conseil de l’Europe (19e Conférence, La Vallette) sont convenus de la nécessité de traiter la corruption à échelle européenne, car ce phénomène menace gravement la stabilité des institutions démocratiques. Le Conseil de l’Europe, en tant que principale institution européenne ayant vocation à défendre la démocratie, l’État de droit et les Droits de l’Homme, a été chargé de trouver des réponses à cette menace. Les ministres ont reconnu que pour lutter efficacement contre la corruption, il convenait d’adopter une approche aussi exhaustive que possible et ont recommandé d’instaurer un Groupe multidisciplinaire sur la corruption (GMC) pour préparer un programme d’action global et pour examiner la possibilité d’élaborer des instruments juridiques dans ce domaine, soulignant notamment l’importance d’établir un mécanisme de suivi afin de veiller au respect des engagements contenus dans ces conventions. Avec la création du Groupe multidisciplinaire sur la corruption (GMC) en septembre 1994, sous les auspices du Comité européen pour les problèmes criminels (CDPC) et du Comité européen pour la coopération juridique (CDCJ), la lutte contre la corruption s’est affirmée comme étant l’une des priorités du Conseil de l’Europe.
En novembre 1996, le Comité des Ministres a adopté le Programme d’Action contre la Corruption qui a été élaboré par le GMC et a fixé la date du 31 décembre 2000 pour sa mise en œuvre. Le Comité des Ministres s’est félicité, en particulier, des objectifs du GMC consistant à préparer une ou plusieurs conventions internationales contre la corruption, et de son intention de prévoir un mécanisme de suivi visant à assurer le respect des normes contenues dans ces instruments. C'est ainsi que sont nés :
- la Résolution (97) 24 portant les vingt principes directeurs pour la lutte contre la corruption : ce texte recense de manière synthétique les éléments de base de toute politique anti corruption ambitieuse et efficace ;
- la Convention pénale sur la corruption (STE no 173) : ce traité fixe notamment des obligations en matière d'incrimination de diverses formes de corruption, qu'il s'agisse du secteur public ou privé ou encore de la corruption nationale ou transnationale ;
- la Convention civile sur la corruption (STE no 174) : cet autre traité impose aux pays de prendre des mesures diverses en matière civile (mécanismes de recours et d'indemnisation ouverts aux victimes de la corruption, nullité des contrats entachés par la corruption), ou encore notamment d'introduire des mécanismes de protection professionnelle et autres des personnes signalant de bonne foi les soupçons de corruption ;
- la Recommandation no R (2000) 10 sur les codes de conduite pour les agents publics et Code modèle de conduite pour les agents publics (annexe à la Recommandation) : ce texte invite les pays à adopter de tels codes et il offre un modèle en annexe dont les gouvernements ou administrations individuelles peuvent facilement s'inspirer ;
- le Protocole additionnel à la Convention pénale sur la corruption (STE no 191) : ce traité étend le champ des incriminations de la corruption dans la Convention pénale aux arbitres (en matière commerciale, civile ou autre) ainsi qu'aux jurés - ces deux catégories de personnes constituant des catégories complémentaires aux magistrats de l'ordre judiciaire ;
- la Recommandation no R (2003) 4 sur les règles communes contre la corruption dans le financement des partis politiques et des campagnes électorales : texte unique en son genre au niveau international, de par les thèmes qu'il couvre et la portée des principes énoncés.

Par ailleurs, les États ont rapidement souhaité assortir ces divers textes d'un mécanisme d'évaluation destiné à veiller à leur mise en œuvre au niveau national. C'est ainsi qu'est né le Groupe d'États contre la Corruption (GRECO) en mai 1999, qui regroupe, au 12 octobre 2009, 46 États y compris les États-Unis d'Amérique (bon nombre de mécanismes du Conseil de l'Europe étant ouverts aux États non membres de l'organisation compte tenu de la matière : entraide judiciaire, lutte contre le blanchiment ou la corruption, cybercriminalité, etc.).

### Autres organisations internationales
À d'autres niveaux, un rapport sur la lutte contre la corruption dans les pays en développement a été approuvé par le Parlement européen en avril 2006. Il y est notamment écrit que la corruption représente un frein au développement dans ces pays et que de ce fait l’Union européenne doit faire de la lutte contre la corruption un axe prioritaire de sa politique de développement. Les auteurs recommandent la création d’une liste noire des États et des représentants gouvernementaux corrompus, la suspension des prêts afin de prévenir les détournements de fonds publics, l'allocation d'une partie de l’aide au développement aux organismes de surveillance, une plus grande transparence des programmes d’aide de l’Union européenne (qui représentent près de 55 % de l’aide publique internationale).
Dans le monde de l'entreprise, l'ONG Transparency International a proposé en 2001 un code de conduite constitué par les « principes d'action contre la corruption » (Business Principles for Countering Bribery).

### Par pays

#### Burundi
Un observatoire de lutte contre la corruption Olucome a été créé en 2002. Le gouvernement du Burundi, qui a instauré en 2010 une politique de tolérance zéro à la corruption, n'est pas satisfait de son classement en 2012. L'Olucome dresse son bilan aussi pour l'année 2012.
En 2019 le Burundi est classé deuxième pays le plus corrompu de l’EAC.
En 2021 les propos concernant la lutte contre la corruption énoncé par le président Evariste Ndayishimiye, élu le 20 juin 2020 ont créé des polémiques. Ndayishimiye a affirmé publiquement « ceux qui ont volé, c'est fait. On va mettre votre cas devant la Commission vérité et réconciliation ». Selon lui il est impossible de lancer des poursuites contre tous ceux qui ont pratiqué la corruption il faut donc se concentrer sur les futures corruptions. L’Olucome dénonce une « consécration de l'impunité ».

#### Brésil
Au Brésil, la lutte contre la corruption semble avoir fait l'objet d'une instrumentalisation à des fins politiques par les médias. Des universitaires ont calculé que 95 % des articles traitant de la corruption à la veille des élections présidentielles de 2010 et de 2014 concernaient le Parti des travailleurs, et 5 % le Parti de la social-démocratie brésilienne, un parti conservateur pourtant considéré comme « le plus sale » du Brésil par les institutions électorales de l’époque.

#### France
Le Service central de prévention de la corruption (SCPC), créé en 1993 à l'initiative de Pierre Bérégovoy, publie chaque année un rapport sur la corruption en France et formule des propositions pour la combattre. Toutefois, il estime dans son rapport 2010 « impossible d'obtenir des services enquêteurs des délais raisonnables de traitement compte tenu de la charge ou du manque d’effectifs dans leurs formations économiques et financières ». Il est remplacé depuis décembre 2016 par l'Agence française anticorruption.
La France a inséré dans le code du travail l'article L. 1161, qui protège les lanceurs d'alerte, c'est-à-dire les personnes qui témoignent de bonne foi de faits de corruption, contre les sanctions, licenciements, ou mesures discriminatoires dont elles pourraient être victimes de la part de leurs employeurs. La législation sur la protection des lanceurs d'alerte a été ensuite renforcée, en dernier lieu par la loi du 21 mars 2022.
L'association Anticor, créée en 2002 sous l'égide de Séverine Tessier et parrainée notamment par Éric Halphen, regroupe des élus de toutes tendances politiques qui ont décidé de s'unir contre la corruption. Des juristes et des personnalités engagées soutiennent cette association à travers son comité de parrainage. Anticor décerne chaque année un prix de la casserole à un élu condamné pour des faits de corruption et un prix d'Éthique à une personne ayant fait preuve de courage pour dénoncer la corruption ou ayant montré une intégrité remarquable.
L'association Alpaga est une association créée par des professionnels de la lutte contre la corruption. Elle aide les particuliers et les élus confrontés à des faits de corruption, de détournement public, de favoritisme ou de clientélisme, à rendre leurs témoignages plus efficaces auprès des autorités judiciaires. Elle a également un rôle de formation.
L’Académie internationale de lutte contre la corruption (IACA) est un établissement d’enseignement supérieur qui a pour objectif d’étudier les problèmes et carences actuels dans la lutte contre la corruption. Trois ratifications sont nécessaires pour que IACA puisse devenir une organisation internationale à part entière. Le processus de ratification est toujours en cours. Il est prévu que les programmes scolaires débuteront officiellement en automne 2011. Comme défini dans l’accord conférant le statut d’Organisation internationale à l’académie internationale de lutte contre la corruption, le but d’IACA est de devenir un centre d’excellence, de formation professionnelle, de coopération et de recherche universitaire qui engloberait tous les aspects de la corruption. L’Académie contribuera à la mise en œuvre de la Convention des Nations Unies contre la Corruption (UNCAC) et des autres instruments juridiques régionaux et internationaux.
Des journalistes d'investigation, des juristes et des philosophes se sont également donné pour tâche de lutter contre les diverses formes de corruption à travers leurs ouvrages. Outre Denis Robert déjà cité, Alain Etchegoyen (Le corrupteur et le corrompu), Philippe Madelin (L'or des dictatures, La France mafieuse, L'argent des gaullistes), Éric Alt (La lutte contre la corruption, L'esprit de corruption; Résister à la corruption), Roger Lenglet (L'eau des multinationales, Profession corrupteur, Syndicats : corruption, dérives et trahison, L'argent noir des syndicats…), Jacques Derogy (Enquête sur les ripoux de la Côte), Sophie Coignard (Rapport Omerta, Les bonnes fréquentations), Pierre Lascoumes (Une démocratie corruptible, arrangements, favoritisme et conflits d’intérêts).
Les paradis fiscaux et le secret bancaire sont également l'objet d'une réglementation de plus en plus stricte bien que les États interprètent chacun différemment en droit interne les différents traités et conventions afférents. Ces paradis peuvent en effet recueillir les fonds détournés par des dictateurs (externalisation de leur fortune dans des placements dans les banques étrangères ou dans des fonds souverains comme la Libyan Investment Authority.
Enfin, la lutte anti-corruption s'est développée aussi autour des activités d'influence qui peuvent recourir à des moyens douteux et qui sont susceptibles d'avoir des répercussions graves sur l'intérêt général, comme la démocratie ou la santé publique par exemple. Le lobbying est ainsi devenu, après de nombreux scandales sanitaires et financiers ayant révélé l'action pernicieuse de lobbyistes auprès des décideurs politiques, l'objet d'une volonté d'encadrement législatif de plus en plus sensible et de débats intenses. En 2006, le projet de résolution d'une proposition de règlement sur la circulation des lobbyistes au sein de l'Assemblée nationale française en offre une illustration.

#### Suisse
Le Code pénal suisse punit la corruption active ou passive (d'agents publics suisses ou étrangers, ainsi que dans le secteur privé).

## Sanctions
Dès l’antiquité, Platon condamne sévèrement la corruption, exigeant que « ceux qui remplissent envers la cité quelque fonction doivent la remplir sans recevoir aucun cadeau » ; il énonce comme loi de « ne pas accepter de cadeaux à l’occasion d’un service public. Qui n’obéira pas sera, une fois convaincu, mis à mort sans rémission ». À Athènes en effet, le délit de vénalité (en grec ancien, δώρων δίωξις / dṓrōn díoxis, « accusation de vénalité », du nom au pluriel δῶρα / dṓra, « présents pour corrompre ») visait, entre autres, les magistrats notamment lors de la reddition de comptes, et consistait en corruption active aussi bien que passive. Si une condamnation à mort était possible au moyen d’une procédure extraordinaire, la peine a fini par être celle du décuple.

## Étude sociologique

### Emprise de la corruption
La corruption apparaît chaque fois que la frontière entre la logique administrative d'intérêt général et la logique économique d'intérêt privé s'estompe ; elle est donc favorisée par l'effacement contemporain de la sphère publique, par l'assimilation à peu près exclusive de la réussite et de l'enrichissement. On voit ainsi de plus en plus de hauts fonctionnaires « pantoufler » dans les entreprises, forme « blanche » (légale) de corruption. Même sans les soupçonner d'avoir été des « sous-marins » de l'entreprise au sein de l'État, ils mettent les informations acquises dans l'administration au service d'intérêts privés[réf. nécessaire]. Jean-Noël Jeanneney constate que, entre 1974 et 1989, cent deux inspecteurs des Finances ont rejoint le privé, ce qui correspond au rythme de recrutement dans ce corps. Il voit également un lien entre la multiplication des ronds-points et l'intéressement en pourcentage de certains fonctionnaires de l'équipement.
Les grands partis, n'arrivant pas à se financer via les cotisations d'adhérents, auraient institutionnalisé la corruption[réf. nécessaire] : attribution des marchés publics aux plus offrants, subventions à de pseudo-associations. Cette situation a conduit à la réforme des modes de financement des partis et des campagnes électorales comme à une indépendance accrue du pouvoir judiciaire.
Les administrés acceptent la corruption parce qu'elle facilite les choses, leur permet de profiter de passe-droits. Les entreprises justifieront de leur côté le versement de sommes importantes aux élites politiques du tiers monde par la nécessité de favoriser la balance commerciale. C'est oublier que la corruption qui existait dans ces pays n'a pris une telle ampleur que parce que les entreprises occidentales ont voulu s'assurer ainsi l'accès à leurs richesses naturelles[réf. nécessaire].
La corruption ne concerne pas que les élites politiques, administratives et économiques. Aujourd'hui encore, comme au XIXe siècle, la plupart des fonctionnaires découverts sont de rang modeste, rappelle Yves Mény. C'est le gardien de prison qui facilite les contacts des détenus avec l'extérieur, le fonctionnaire de la préfecture de police qui accorde abusivement une carte de séjour, le commissaire de police « ripoux ». Il s'agit alors de sommes faibles, quelques milliers d'euros, sans commune mesure avec celles que mettent en jeu les détournements d'attribution de marchés publics. Le fonctionnaire corrompu considère sa fonction comme un patrimoine dont il use à sa guise, les règles publiques comme des instruments de chantage[réf. nécessaire]. Il est plus difficile de prouver la corruption dès lors qu'il n'y a pas d'échanges monétaires directs, ce qui est le cas dans les affaires de corruption de haut vol[réf. nécessaire].

### Démocratie et corruption
La corruption, note Yves Mény, met en péril la dissociation du public et du privé caractéristique de l'État. En faisant intervenir des commissions occultes, elle est une régression de l'un des principes fondamentaux de la démocratie, l'égalité d'accès des citoyens aux marchés, aux emplois et aux services publics, sans autres considérations que la capacité et le mérite. Cependant, Max Weber reliait assez étroitement la corruption et la vie politique des démocraties, qui suppose l'apparition de professionnels de la politique, qui vivent de la politique et non pas pour la politique. À le lire, seule une classe de personnalités politiques jouissant d'une fortune personnelle pourrait rendre à la politique sa pureté. On peut cependant constater, comme le fait Jean-Noël Jeanneney, qu'il n'y a pas que les hommes neufs, issus de milieux modestes, qui sont sensibles à la corruption. Le centre libéral entretient une proximité périlleuse avec les milieux d'argent et leurs valeurs[réf. nécessaire]. Selon Della Porta et Mény, c'est surtout l'« absence d'une véritable opposition qui apparaît comme le dénominateur commun de nombre de cas de corruption ». Elle va alors de pair avec le désintérêt général à l'égard des idées et des programmes, d'où les motivations troubles de ceux qui entrent en politique : ils y voient avant tout et sont aussi tenus d'y voir un instrument de rapide mobilité sociale.[réf. nécessaire] Ainsi, en Côte d'Ivoire, le député français François Loncle a-t-il entretenu des liens étroits pendant plusieurs années avec le président Laurent Gbagbo afin d'édulcorer la portée de la corruption alors mise en œuvre et de bénéficier de plusieurs gratifications dont des voyages en Afrique.
Dans une optique plus conjoncturelle, dès lors qu'un acteur peut prendre des décisions publiques qui ont des conséquences démesurées pour certains intérêts privés, la corruption s'insinue. Jeanneney évoque la mise en place d'un réseau ferroviaire sous la monarchie de Juillet et le second Empire, les constructions immobilières des années 1960 et 1970, la décentralisation. On peut mentionner encore les privatisations de la fin des années 1980. La loi Royer de 1973, qui mettait en place des commissions chargées d'autoriser l'installation de grandes surfaces dans les villes moyennes était donc particulièrement risquée. Dans le même ordre d'idées, Mény voit dans la concentration du pouvoir entre les mains des exécutifs et dans la faiblesse et le caractère formel des contrôles une caractéristique de la corruption « à la française ». Les cabinets des dirigeants politiques se substituent aux instances bureaucratiques. Or, « un collaborateur dévoué accepte ce qu'un fonctionnaire indépendant refuserait ».

### Financement des partis
Le succès aux élections dépend en partie de l'intensité de la propagande électorale. Trouvant que le financement public est insuffisant pour remporter les élections, certains partis politiques s'efforcent d'obtenir une contribution financière des entreprises, tout particulièrement celles dont l'activité économique dépend de l'obtention de commandes, d'autorisations ou de subventions des instances publiques. Le droit pénal a toujours prévu des peines très sévères pour ces pratiques qualifiées traditionnellement d'extorsion de fonds ou de concussion, quel que soit par ailleurs l'emploi de ces fonds, enrichissement personnel ou détournement à des fins électorales. Donatella Della Porta et Yves Mény observent que la corruption politique engendre tout une foule d'intermédiaires qui n'appartiennent ni à l'État ni au marché, et qui violent les règles des deux. Ces acteurs, dirigeants d'offices publics de gestion, caissiers de partis, émissaires des personnalités politiques, ne relèvent ni du contrôle bureaucratique ni de l'investiture démocratique. La distinction entre le détournement d'argent au service d'un parti et l'enrichissement personnel est donc sujette à caution, ne serait-ce qu'en raison de l'existence de cette classe trouble.
Comme indiqué précédemment, les États membres du Conseil de l'Europe ont reconnu l'importance des liens potentiels entre corruption et financement politique ; cela a conduit à la Recommandation N° R (2003) 4 sur les règles communes contre la corruption dans le financement des partis politiques et des campagnes électorales. Ce texte unique prévoit plusieurs principes visant notamment à assurer au niveau national la transparence des comptes politiques, l'existence d'un mécanisme de contrôle ainsi que d'un éventail de sanctions efficaces, proportionnées et dissuasives. Les mesures concernent tout autant le financement des partis que celui des campagnes électorales, ces deux domaines étant difficiles à dissocier (les partis participent eux-mêmes aux élections, ils n'ont pas le monopole de la présentation des candidats dans de nombreux pays). Les rapports d'évaluation adoptés à ce jour[Quand ?] par le Groupe d'États contre la Corruption (GRECO) ont montré que même dans les pays disposant d'une législation assez détaillée en la matière, des améliorations restaient souhaitables, par exemple en ce qui concerne un périmètre comptable plus étendu (en vue de mieux prendre en compte les diverses structures des partis et l'activité financière lors des précampagnes), un niveau d'indépendance plus grand et des moyens de contrôle réels au bénéfice de l'organe de contrôle, un éventail de sanctions plus étendu en vue d'appréhender plus efficacement les manquements comptables moindres mais aussi les financements occultes de grande envergure.

## Termes désignant la corruption
- Tadwira / Rachoua : terme Marocain pour désigner le pot de vin
- En français, on emploie les termes : Pot-de-vin, dessous-de-table, gracieuseté, graisser la patte, commission, pourboire.
  - Pot-de-vin : rémunération tenue secrète d'un intermédiaire ou d'un décideur (auquel on « graisse la patte ») pour favoriser l'obtention d'un avantage.
  - Dessous-de-table : partie financière non déclarée d'une transaction officiellement déclarée, pour éviter taxes et/ou impôts.
- Bakchich : dans l'Empire ottoman, au Maghreb et au Moyen-Orient. On l'utilise aussi pour « pourboire ».
- Payola (de pay, en anglais payer, et Victrola, marque de platines de disques) : corruption des années 1950 aux États-Unis, dans laquelle les DJ des radios se faisaient payer (des sommes minimes) pour passer des titres nouveaux d'artistes peu connus.
- « Aspects culturels de la dépense » : euphémisme parfois utilisé dans le discours officiel au Viêt Nam[réf. nécessaire].
- Gombo : terme camerounais pour désigner le fait de monnayer un service normalement gratuit.
- Mange-mille : policier africain véreux cherchant à verbaliser à tout prix.
- Cahoua : mot arabe qui veut dire « café », euphémisme utilisé pour designer un pot-de-vin dans les pays du Maghreb.
- Subornation de témoin : pression en vue d'inciter une personne à déposer en justice d'une façon contraire à la vérité.
- Frais commerciaux extraordinaires : terme du jargon de l'Union européenne[49][source insuffisante].
- Frais commerciaux exceptionnels (FCE) : terme utilisé par l'administration fiscale française[50].
- tchipa ou kahwa termes algériens pour désigner le pot de vin.
- Igiturire terme burundais pour désigner le pot de vin.
- Enveloppe brune : le terme « enveloppe brune » désigne une somme d’argent liquide versé à un journaliste afin d’orienter sa couverture.

## Classement des pays selon l'indice de perception de la corruption

Carte du monde évaluant l'indice de perception de la corruption selon Transparency International en 2022. Un score haut (vert) indique un indice de perception de corruption bas. Un score bas (rouge) indique un indice de perception de corruption élevé.

L'ONG Transparency International publie son indice de perception de la corruption (IPC) depuis 1995. Il permet de classer les pays selon leur degré de corruption perçue, en leur attribuant un indice de 0 à 100 (un score de zéro correspondant à une corruption extrême, et un score de 100 à une absence totale de corruption). L'indice de 2022 couvre 180 pays et territoires. L'indice moyen de corruption est de 43. Les deux tiers des pays et territoires évalués sont fortement touchés par la corruption. L'ONG remarque que de nombreux pays n'ont fait aucun progrès depuis plus d'une décennie.
Les dix pays dont l'indice est le plus élevé en 2022 sont, dans l'ordre : le Danemark (no 1), la Finlande, la Nouvelle-Zélande, la Norvège, Singapour, la Suède, la Suisse, les Pays-Bas , l'Allemagne, et l'Irlande.
Les dix pays dont l'indice est le plus faible en 2022 sont, en commençant par la fin du classement : la Somalie, la Syrie, le Sud-Soudan, le Venezuela, le Yémen, la Libye, la Corée du Nord, Haïti, la Guinée équatoriale, et le Burundi.
Dans une liste allant du pays à l'indice le plus élevé à celui dont l'indice est le plus faible, en 2022, le Canada est classé en 14e position, la Belgique en 18e, la France en 21e, les États-Unis en 24e, l'Italie en 41e, la Chine en 65e, l'Inde en 85e, le Brésil en 94e, et la Russie en 137e.
L'indice de perception de la corruption, élaboré par Transparency International, permet de classer les pays selon leur degré de probité, les plus malhonnêtes obtenant la note 0, et les plus intègres celle de 100. Pour sa première apparition dans le palmarès, la dictature nord-coréenne décroche directement le titre de pays le plus corrompu, ex æquo avec la Somalie.
Transparency International est toutefois controversée puisqu'elle ne considère que les malversations concernant le secteur public, ignorant celles du secteur privé.

## Corruption par pays

### Grèce
En 2012, la Grèce atteint la cinquième place du pays le plus corrompu d’Europe. C’est après l’arrivée de George Papandréou, nommé Premier ministre du pays en octobre 2009, que des données auparavant falsifiées et cachées ont fait surface. Le gouvernement socialiste de Papandréou annonce que le déficit est deux fois plus élevé que celui ayant été déclaré. À partir de la fin des années 90, de lourdes dettes publiques ont été dissimulées avec l’aide de la banque américaine Goldman Sachs afin que la Grèce puisse faire partie de l’Union européenne. La Grèce a pu satisfaire les critères du Traité de Maastricht et, par ce fait, être admise en 2001 dans l’Euro. Afin de pouvoir rester dans cette position et avoir droit à de meilleurs échanges économiques entre les pays membres de l’Union européenne, la Grèce continua de camoufler ses dettes jusqu’à la déclaration d’une crise économique en 2008. Entre autres dû à une corruption du secteur politique, le taux des comptes de dettes publiques était en hausse. Le clientélisme politique, les pots-de-vin, l’évasion fiscale et le népotisme ont causé au gouvernement une perte d’argent. Plusieurs dirigeants politiques usaient leur pouvoir à leur avantage pour acheter des votes et des contrats provenant de différentes entreprises. L’évasion fiscale prend aussi sa place dans les déficits, puisqu'elle coûte chaque année près de 13 milliards d’euros. Ces actes, venant de politiciens reconnus, mènent à un manque de confiance du peuple grecque, amenant une crise politique au pays. Les décisions prises par George Papandréou à la suite de la découverte de corruption majeure ont aussi diminué l’assurance qu’avait le peuple grec envers le gouvernement. L’alliance entre la Commission européenne, le Fonds monétaire international et la Banque centrale européenne (la troïka) a décidé d’affaiblir les services publics et les dépenses sociales pour pallier le déficit de la Grèce. Cette décision a amené le gouvernement de Papandréou à devoir entreprendre des changements majeurs. Entre autres, ce dernier hausse les taxes, déclenchant même une montée du taux de chômage, une élévation d’émigration, et même une augmentation de suicides. Le manque de confiance face au gouvernement socialiste dû aux nouvelles conventions du Premier ministre amène une augmentation de votes chez la gauche radicale, spécialement en 2012, pour ses idéaux dénonçant entre autres la perte d’emploi.

### Russie
La Russie souffre d'une très importante corruption. En 2012, le pays est classé 133e de 176 pays sur la perception de la corruption Indice de Transparency International, à égalité avec les Comores, le Guyana, le Honduras, l'Iran et le Kazakhstan. Selon plusieurs experts, le marché de la corruption dans le pays a dépassé 240 milliards de dollars américains en 2006.
Une étude sur des ministres de quinze pays de l’ex-URSS, récompensée d'un IgNobel, a montré que l’obésité des personnalités politiques est liée à leur niveau de corruption,. L'hypothèse de l'auteur est que c'est au restaurant que l'on soudoie les hommes politiques.

### Suède
La Suède était classée en 2023 comme le sixième pays le moins corrompu du monde par Transparency International.
Cependant, l'OCDE a critiqué à plusieurs reprises le pays depuis 2012, estimant que le pays souffre d'un cadre juridique déficient pour lutter contre la corruption transnationale, aucune autorité judiciaire suédoise n'ayant jamais condamné d'entreprise pour de tels actes,.

### Suisse
Entre 2000 et 2020, les tribunaux suisses ont prononcé 18 condamnations (de personnes physiques) pour corruption d'agents publics étrangers (les entreprises condamnées ne sont pas répertoriées).
La responsabilité pénale des entreprises est entrée en vigueur en 2003. Depuis, huit entreprises ont été condamnées par le Ministère public de la Confédération pour ne pas avoir empêché un cas de corruption ou de blanchiment d'argent.
En 2021, le Tribunal pénal fédéral condamne un fonctionnaire du Secrétariat d'État à l'économie et trois chefs d'entreprise pour corruption, après qu'ils eurent transmis des cadeaux et de l'argent (d'une valeur totale de 2 millions de francs) en échange de contrats.

#### Caractéristiques de la corruption
- Affaire politico-financière
- Charity-business
- Copinage
- Éric Halphen
- Indice de perception de la corruption
- Kleptocratie
- Roger Lenglet

#### Lutte contre la corruption
- Anticor, ONG anti-corruption
- Appel de Genève
- Académie internationale de lutte contre la corruption (IACA)
- Convention de l'OCDE contre la corruption
- Convention des Nations unies contre la corruption
- Éthique des affaires
- Groupe d'États contre la corruption (GRECO)
- Éric Halphen
- Michel Hunault
- Eva Joly
- Roger Lenglet
- Les Nouveaux Chiens de garde (1997)
- Lobbying
- Philippe Madelin ;
- Transparency International (ONG anti-corruption)
- République bananière
- Révélation$
- Denis Robert
- Roberto Saviano
- Commission nationale de surveillance (Chine)
- Agence française anticorruption (France)
- Instance centrale de prévention de la corruption (Maroc)
- Séverine Tessier